# Георги Папалезов
Георги Иванов Папалезов е български революционер, деец на Вътрешната македоно-одринска революционна организация и на Българската комунистическа партия.

## Биография
Георги Папалезов е роден в 1883 година в неврокопското село Белотинци, тогава в Османската империя, днес в Гърция. Баща му е в ръководството на белотинския комитет на ВМОРО. Учи в българското педагогическо училище в Сяр, където става социалист. Завършва втори прогимназиален клас. След завършването си работи като учител в Драмско, Неврокопско и Разложко и разпространява социалистически идеи. Влиза във ВМОРО и подкрепя Яне Сандански и Тодор Паница. В 1908 година участва в учредителния събор на Синдиката на българските основни учители в Неврокопско в Гайтаниново и пише устава му.
През Балканската война е доброволец в Македоно-одринското опълчение, в 3-та рота на 15-а Щипска дружина на МОО
В юни 1913 година е назначен за учител в Неврокопската епархия.
Участва в Първата световна война и развива антивоенна пропаганда. В 1919 година е сред основателите на комунистическа огранизация в Неврокоп, като е избран за секретар на Околийския комитет на БКП. В 1920 година е избран за общински съветник в Неврокоп от БКП. Отваря книжарница „Болшевик“ в града. Участва в подготовката на въстание през септември 1923 година, но на 12 септември е арестуван.
През май 1925 година е задържан от полицията и предаден на дейци на ВМРО. Отведен е в Дъбница, където е съден по време на Дъбнишката акция на ВМРО срещу комунистическите дейци в Пиринско и след един месец изтезания е обесен в местността Банян край Сатовча.